# Diode Gunn

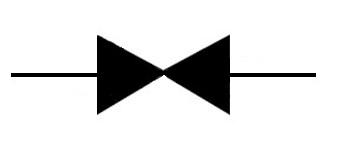
Ký hiệu diode Gunn

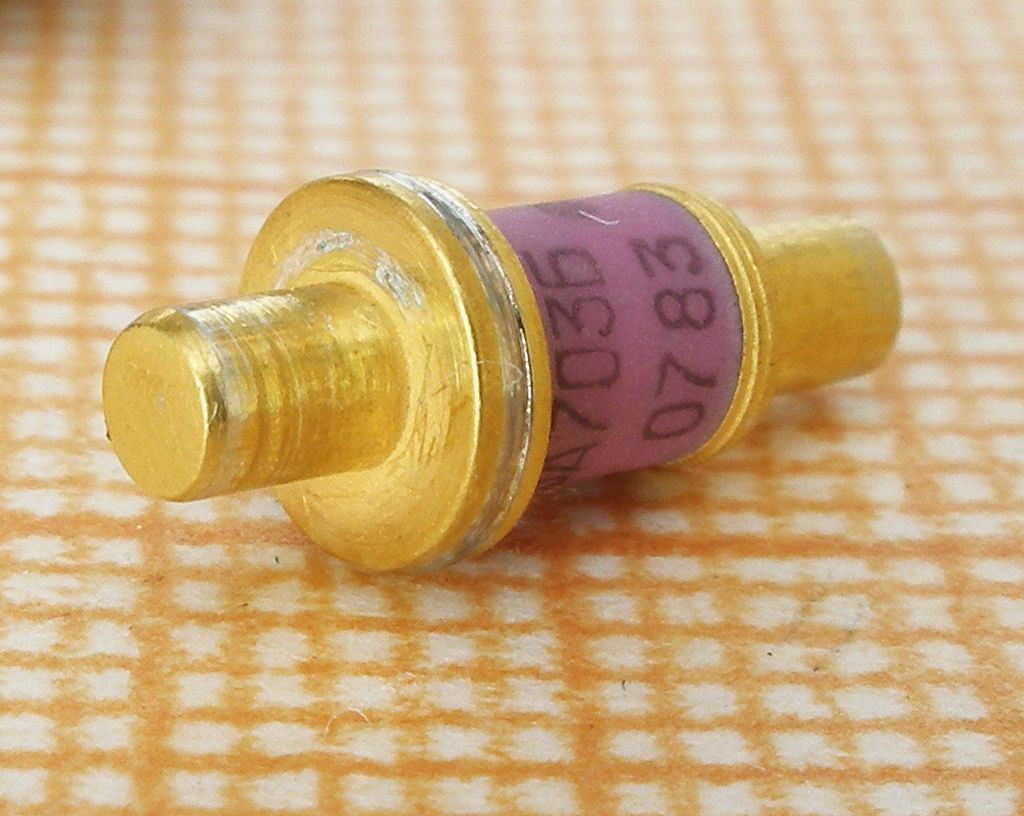
Một diode Gunn do Nga sản xuất

Diode Gunn (tiếng Anh: transferred electron device, viết tắt: TED, dịch: phần tử điện tử chuyển dời), là một loại linh kiện bán dẫn dạng diode có đặc tuyến Volt-Ampere với đoạn điện trở âm, được sử dụng trong điện tử tần số cao.
Hoạt động của diode Gunn dựa trên "hiệu ứng Gunn" được nhà vật lý Anh Quốc J. B. Gunn phát hiện năm 1962. Ứng dụng lớn nhất của diode Gunn là dùng trong các bộ dao động điện tử để tạo ra sóng vi ba, trong thành phần các thiết bị ứng dụng như súng bắn tốc độ kiểu radar, kết nối không dây vi sóng, và trong các công tắc đóng mở tự động thiết bị nào đó như mở cửa, bật đèn chiếu sáng.

## Cấu trúc
Cấu trúc bên trong của diode Gunn không giống như các diode khác ở chỗ nó chỉ bao gồm vật liệu bán dẫn pha tạp N, trong khi hầu hết các diode bao gồm cả hai vùng pha tạp P và N. Vật liệu bán dẫn được sử dụng là arsenua gali (GaAs), nitride gali (GaN) hoặc phosphua indi (InP). Hai lớp pha tạp N mạnh ở hai cực phân cách nhau bằng lớp hẹp pha tạp yếu, dẫn đến điện áp hoạt động, vào cỡ 10 V, giảm trên lớp giữa, làm hiện ra hiệu ứng Gunn: Độ linh động của điện tử giảm khi tăng cường độ trường. Do sự không ổn định liên kết đó, các vùng có độ linh động điện tử thấp và cường độ trường cao di chuyển qua lớp này.
Vì thế diode Gunn không dẫn theo một hướng và không chỉnh lưu dòng điện xoay chiều như các diode khác. Đó là lý do tại sao một số văn liệu không sử dụng thuật ngữ "diode" mà thích dùng "TED" hơn. Trong diode Gunn, tồn tại ba vùng: hai trong số đó được pha tạp N tăng cường ở đầu và cuối linh kiện, với một lớp mỏng vật liệu pha tạp n nhẹ nằm giữa. Khi một điện áp được áp dụng cho thiết bị, độ dốc điện sẽ lớn nhất trên lớp giữa mỏng. Nếu điện áp tăng, dòng điện qua lớp trước tiên sẽ tăng, nhưng cuối cùng, ở các giá trị trường cao hơn, các tính chất dẫn của lớp giữa bị thay đổi, làm tăng điện trở suất và làm cho dòng điện giảm. Điều này có nghĩa là một diode Gunn có một vùng có điện trở âm khác biệt trong đặc tuyến Volt-Ampere của nó, trong đó việc tăng điện áp cấp vào sẽ gây ra sự giảm dòng điện. Đặc tính này cho phép nó khuếch đại, hoạt động như một bộ khuếch đại tần số vô tuyến hoặc trở nên không ổn định và dao động khi nó bị lệch với điện áp DC.

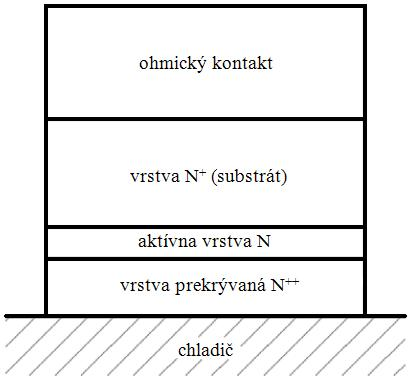
Cấu trúc lớp của diode Gunn
Đặc tuyến Volt-Ampere của diode Gunn, điện trở âm khi V vượt điện áp ngưỡng Vпорог
Mạch tương đương của dao động Gunn
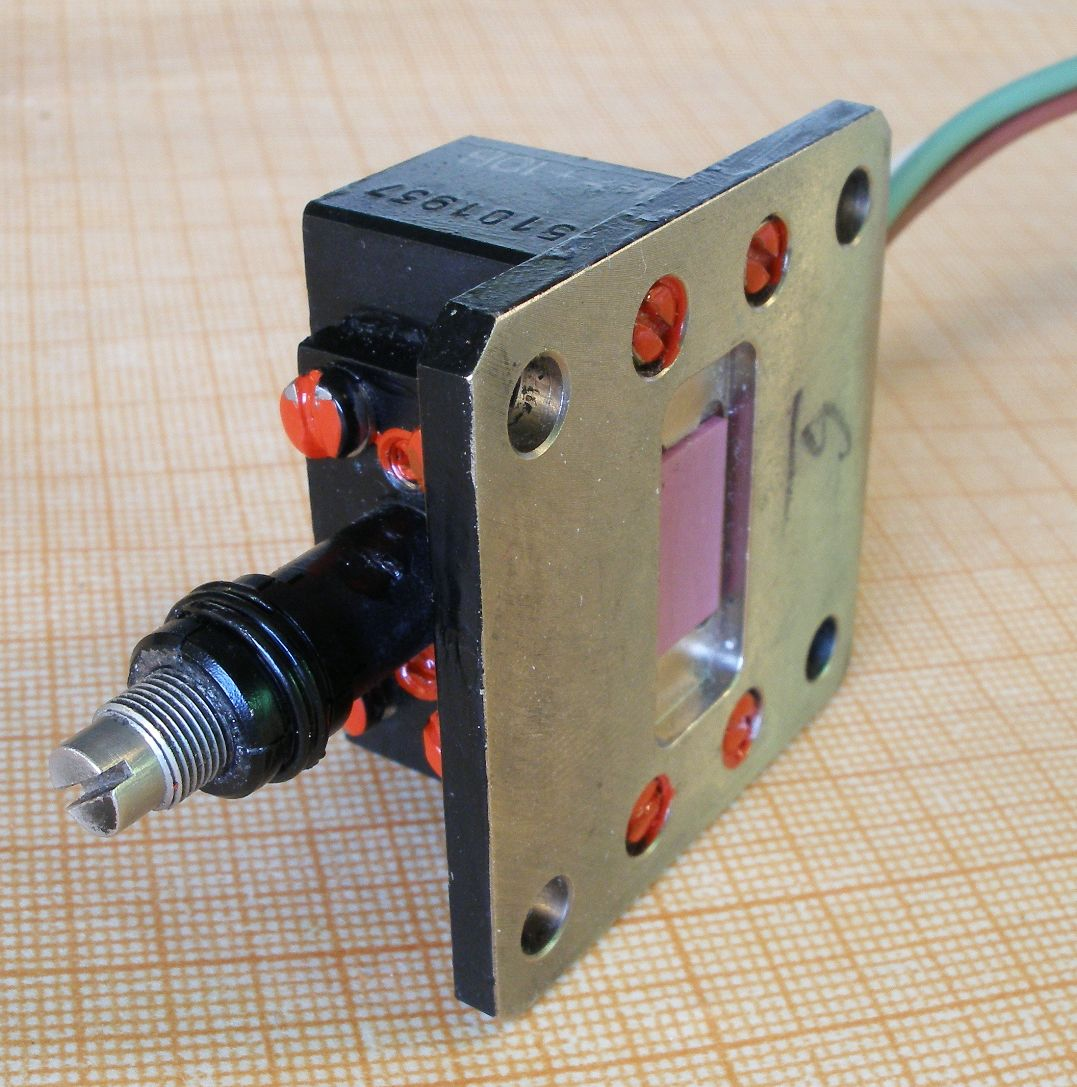
Một mạch dao động của Nga dùng diode Gunn. Có thể tinh chỉnh tần số

## Lịch sử phát hiện
Hiệu ứng Gunn được nhà vật lý J. B. Gunn phát hiện năm 1962 khi làm việc tại IBM. Ông đưa ra hiệu ứng này vì ông từ chối chấp nhận kết quả thử nghiệm không nhất quán trong arsenua gali là "tiếng ồn", và truy tìm nguyên nhân. Alan Chynoweth, thuộc Phòng thí nghiệm Điện thoại Bell, đã chỉ ra vào tháng 6 năm 1965 rằng chỉ có một cơ chế chuyển điện tử có thể giải thích các kết quả thí nghiệm đó. Người ta nhận ra rằng các dao động mà ông phát hiện được giải thích bằng lý thuyết Ridley-Watkins-Hilsum, là thuyết do các nhà vật lý người Anh Brian Ridley, Tom Watkins và Cyril Hilsum chỉ ra trong các bài báo khoa học năm 1961, rằng chất bán dẫn khối lớn (bulk semiconductors) có thể hiển thị điện trở âm, nghĩa là sự tăng điện áp đặt lên khối làm cho dòng điện giảm.
Hiệu ứng Gunn và mối quan hệ của nó với hiệu ứng Watkins-Ridley-Hilsum đã đi vào văn liệu điện tử học vào đầu những năm 1970, ví dụ trong sách về các phần tử điện tử chuyển dời, và gần đây hơn về các phương pháp sóng phi tuyến để vận chuyển điện tích.